# Parkinsonova bolezen
Parkinsonova bolezen (tudi idiopatska parkinsonova bolezen, primarni parkinsonizem, akinetično rigidni sindrom) je kronična napredujoča nevrodegenerativna bolezen neznanega izvora, ki prizadene predvsem telesno gibanje in bolnika postopoma onesposobi za samostojno življenje. Za bolezen je značilno selektivno propadanje dopaminskih nigrostriatnih nevronov in posledično pomanjkanje živčnega prenašalca dopamina v striatumu, kar se pri bolniku kaže v upočasnjeni gibljivosti (bradikineziji), mišični rigidnosti (povečan mišični tonus), značilnem ritmičnem tremorju (tresenje v mirovanju) in posturalnih motnjah (motnje telesne drže). Pri močno napredovani bolezni pride do popolne nezmožnosti gibanja (akinezije). Ti primarni simptomi so posledica zmanjšane stimulacije možganske skorje iz bazalnih ganglijev. Kot sekundarni simptomi se lahko pojavijo motnje v čustvovanju, zaznavanju, motnje spanja, psihiatrične in druge motnje.  
V večini primerov pravega vzroka bolezni ne poznamo in takrat govorimo o idiopatski Parkinsonovi bolezni. Ko pa je vzrok znan in bolezen zajema samo glavne motorične simptome, govorimo o parkinsonizmu ali parkinsonskem sindromu. Ta lahko nastane na primer z genetsko mutacijo, poškodbo možganov, zastrupitvijo s toksini, po virusnem encefalitisu, možganski kapi, možganskem tumorju ali po visokem odmerku zdravil, ki prekinjajo dopaminski prenos v možganih (npr. nevroleptiki).
Parkinsonovo bolezen so poimenovali po londonskem zdravniku Jamesu Parkinsonu, ki je leta 1817 v delu z naslovom An Essay on the Shaking palsy prvi opisal tremor v mirovanju in upočasnjeno gibanje, ki ju je opazil pri nekaterih svojih pacientih in z analitičnim opazovanjem pri nekaterih starostnikih na ulicah Londona. Za sindrom je uporabil diagnozo paralysis agitans, ki opisuje navidezno ohromelost (psevdoparalizo) zaradi občasne nezmožnosti izvedbe gibov ter navidezno vzburjenost (agitiranost) bolnika zaradi tremorja.
Za osveščanje javnosti sta pomembna dan Parkinsonove bolezni (11. april - datum rojstva Jamesa Parkinsona) in rdeč tulipan, ki predstavlja simbol bolezni. Med tujimi osebnostmi so k promoviranju bolezni prispevali igralec Michael J. Fox, olimpijski kolesar Davis Phinney in profesionalni boksar Muhammad Ali.

## Pogostnost
Parkinsonova bolezen je za Alzheimerjevo boleznijo druga najpogostejša degenerativna bolezen. Razširjenost (število vseh bolnikov z boleznijo v določeni populaciji v času opazovanja) je okoli 0,3 % v celotni populaciji v razvitem svetu. Pogosteje se pojavlja pri starejših; razširjenost se z 1 % pri ljudeh, starih nad 60 let, povzpne na 4 % pri starejših od 80 let. Povprečna starost, pri kateri se bolezen pojavi, je 60 let, 5 do 10 % primerov pa se pojavi pri posameznikih, starih od 20 do 50 let. Manj pogosta naj bi bila pri Afričanih in Azijcih, vendar dokazi za ta podatek niso enotni. Nekatere študije so pokazale večjo pogostnost med moškimi, druge pa razlik niso dokazale. Pojavnost Parkinsonove bolezni je 8 do 10 bolnikov na 100.000 ljudi na leto.

## Klinične značilnosti
Bolezenski znaki pri bolniku s Parkinsonovo boleznijo se značilno pojavijo asimetrično (najprej na eni strani telesa) z začetkom najprej na roki, redkeje na nogi. Sčasoma bolezen prizadene celo telo, asimetričnost kliničnih znakov pa je ohranjena, saj so ti na eni strani telesa bolj izraziti kot na drugi.
Klinične značilnosti Parkinsonove bolezni lahko razdelimo v tri sklope:

#### Predsimptomatske
- Pojavijo se lahko več let pred motoričnimi znaki Parkinsonove bolezni in predstavljajo prve znake bolezni. To so predvsem nemotorični znaki: motnje voha, motnje spanja (predvsem motnja spanja REM), avtonomna disfunkcija (zaprtje, ortostatska hipotenzija) in nevropsihiatrične težave (spremenjeno razpoloženje in obnašanje, kognitivni upad).

#### Motorične
Štiri motorične klinične znake pri Parkinsonovi bolezni označujemo za kardinalne:
- Bradikinezija pomeni upočasnjenost gibov, medtem ko je akinezija nezmožnost gibanja, hipokinezija pa zmanjšana amplituda gibanja. Značilna je upočasnjenost na začetku in koncu giba ter zmanjšana zmožnost spontanega, avtomatičnega gibanja. Akinezija se kaže še s prizadetostjo obraznih mimičnih mišic (maski podoben obraz), zmanjšano je mežikanje z očmi, pojavita se tudi disfagija (motnje požiranja) in dizartrija (motnje artikulacije). Bolnik ima težave s hojo, hoje ne spremlja z rokami. Bolnikova pisava je majhna, govor je monoton.
- Rigidnost mišic je upor proti gibanju udov zaradi povečanega mišičnega tonusa. Rigidnost se pokaže kot fenomen svinčene cevi, ob prisotnosti tremorja pa kot fenomen zobatega kolesa. Rigidnost prispeva k sključeni drži.
- Tremor je najpogostejši simptom, ki ga navajajo bolniki, in se pojavi že zgodaj v poteku bolezni. Navadno je prisoten v mirovanju in izgine med gibanjem in med spanjem. Najpogosteje se pojavi v rokah, kjer se kaže z značilnimi gibi (značilni gibi prstov, ki ponazarjajo "štetje denarja"). Frekvenca tremorja je 3–6 Hz.
- Posturalne motnje so motnje ravnotežja, ki se navadno pojavijo v napredovali fazi bolezni in se kažejo s padci (navadno naprej) ter posledičnimi zlomi kosti.

Hoja bolnika s Parkinsonovo boleznijo je značilna. Bolnik ima navadno sključeno držo, sklonjen je naprej, njegovi koraki so kratki, simetrični, s podplati lahko podrsava po tleh. Hoje navadno ne spremlja z rokami. Bolniki so nagnjeni k padcem naprej in takrat navadno pospešijo hojo ter tako poskušajo preprečiti padec (festinacija). V poznih fazah bolezni imajo bolniki težave z začenjanjem gibov in med hojo lahko "zamrznejo" (na določeni točki se ustavijo in se ne morejo premakniti naprej).

#### Ostale
- Senzorični znaki se kažejo kot nelagodje, navadno bolečina v telesnih udih, parestezije. Lahko je prisotna neizmerna želja po gibanju. Zaradi rigidnosti se lahko pojavijo deformacije skeleta, pogosta pa je tudi osteoporoza, ki pri padcih prispeva k zlomom kosti.
- Od očesnih abnormalnostih so lahko prisotni blefaroklonus, blefarospazem, suhe oči, moten in dvojni vid. Lahko se pojavita nezmožnost pogleda navzgor in paraliza konvergence.
- Kognitivne motnje so pogoste. Značilne so upočasnjenost mišljenja (bradifrenija), motnje načrtovanja, abstraktnega mišljenja, pozornosti, motnje začenjanja primernih in inhibicije neprimernih dejanj ter motnje izbiranja relevantnih senzoričnih informacij. Motnje spomina se kažejo predvsem v nezmožnosti priklica shranjenih informacij. Večje je tudi tveganje za nastanek demence.
- Motnje v delovanju avtonomnega živčevja so zaprtje, motnje mokrenja (frekvenca, urgenca, inkontinenca), erektilna disfunkcija, suha usta, pretirano znojenje, ortostatska hipotenzija (padec krvnega tlaka v stoječem položaju), mastna koža.
- Motnja REM spanja je zgodnji znak Parkinsonove bolezni. V kasnejšem poteku bolezni se mu pridružijo še nespečnost, pogosto zbujanje, prekomerna dnevna zaspanost in nenadni napadi spanja.
- Pogoste so tudi psihiatrične motnje. Depresija prizadene tretjino vseh bolnikov s Parkinsonovo boleznijo. Značilni so še strah, anksioznost, panični napadi, apatičnost, psihoza. Bolniki se hitro utrudijo in pogosto tožijo za bolečinami različnih delov telesa.[4][5]

## Tipi bolezni
Parkinsonova bolezen se pri vsakem bolniku razvije na drugačen način in nepredvidljivo. Obolele z blago obliko doletijo simptomi tresenja in nekateri drugi simptomi, ki so vezani le na eno stran telesa. Pri ljudeh, ki imajo poleg tresenja še druge simptome (npr. napetost mišic, togost), njihovo stanje klasificiramo kot bolezen tipa A.
Parkinsonova bolezen pa ima tudi težjo obliko, ki jo označujemo kot bolezen tipa B, pri kateri se pri obolelih poleg primarnih simptomov pojavijo še sekundarni simptomi (npr. depresija, motnje spanca, vrtoglavice, demenca, težave z govorom, požiranjem in težave v spolnosti). Oboleli za tipom B Parkinsonove bolezni običajno v petih letih po pojavu ne zmorejo več nadzorovati telesne motorike in zato potrebujejo invalidski voziček.

## Vzroki
Vzrok za večino primerov Parkinsonove bolezni je neznan.

### Dednost
Pri približno 14 % bolnikov je za Parkinsonovo boleznijo obolel tudi kdo od sorodnikov v prvem ali drugem kolenu, iz česar strokovnjaki sklepajo, da je bolezen genetsko pogojena.
Leta 1994 je bila najdena prva monogenska mutacija Parkinsonske bolezni. Pri oboleli družini so našli mutacijo gena za α-sinuklein (SNCA), ki ga najdemo na kromosomu 4. Dedovanje bolezni je bilo avtosomno dominantno. Bolezen je bila klinično in patološko tipična Parkinsonska bolezen, toda člani so obolevali mlajši (pri 43 letih) in umirali prej (po 9 letih).V drugih družinskih primerih so našli dvojne in trojne ponovitve normalnega gena za α-sinuklein. Obe družini sta imeli tudi Lewyjeva telesca.
Leta 2004 so odkrili mutacije še v genu LRKK2 (dardarin), ki so bile odgovorne za parkinsonizem z Lewyjevimi telesci. Frekvenca te mutacije je visoka predvsem v populaciji severnoafriških Arabcev in aškenaških Judov. Mutacija je dominantna, z nepopolno penetranco.
Obstaja tudi več vrst avtosomalno recesivnih mutacij. Mutacijo gena parkin na kromosomu 6 so odkrili leta 1998 pri japonskih družinah, katerih člani so že mladi obolevali za Parkinsonovo boleznijo. Kasneje so za isto boleznijo našli še mutaciji PINK 1 in DJ1. Heterozigotne mutacije v genu za glukocerebrozidazo so pokazale višjo nevarnost za nastanek Parkinsonove bolezni. Homozigotna mutacija, ki povzroča Gaucherjevo bolezen, je v nekaterih primerih povzročila atipično obliko Parkinsonove bolezni.
Možgani obolelih z mutacijo parkina, PINK 1 in DJ1, ne vsebujejo Lewyjevih telesc. 

### Okoljski dejavniki
Na okoljske vzroke pomislimo predvsem pri sporadičnih primerih. V zgodnjih osemdesetih letih dvajsetega stoletja je med odvisniki v Kaliforniji prišlo do manjšega izbruha bolezni, ki je bila klinično enaka Parkinsonovi bolezni, toda brez Lewyjevih telesc. Vzrok je bil kontaminant MPTP (1 - metil - 4 – fenil - 1,2,3,6 - tetrahidropiridin), ki je nastal pri sintetični izdelavi droge. MPTP je protoxin, ki ga v možganih (v glia celicah) encim monoamin-oksidaza B pretvori v toksično obliko MPP+ (1 – metil – 4 - fenilpiridinium). Tega privzamejo dopaminergični nevroni, v katerih je sedaj vezan na neuromelanin. MPP+ zastrupi mitohondijje nevronov in tako povzroči smrt pigmentnih nevronov. Pri preizkusih na opicah z MPTP so tudi živali razvile parkinsonski sindrom, ki se je odzival na zdravljenje z levodopo in z drugimi antiparkinsoniki.
Do sedaj ni bil identificiran noben toksin kot povzročitelj Parkinsonove bolezni. Vendar je bilo nakazano, da bi lahko bila incidenca Parkinsonove bolezni višja v populacijah, izpostavljenih kumulativnemu zastrupljanju s pesticidi in kontaminirano vodo iz vodnjakov.
Močno negativno korelacijo z nastankom Parkinsonove bolezni ima kajenje. Zaenkrat ostaja najpomembnejši dejavnik tveganja starost.
Mehanizem nastanka celične smrti zaradi okoljskih toksinov bi lahko bila povečana akumulacija ali zmanjšano odstranjevanje napačno zvitih proteinov, prostih radikalov, mitohondrijske poškodbe in apoptoza. 

## Patologija
Značilna glavna patološka sprememba je izguba pigmentnih nevronov v možganskem deblu, predvsem v substantii nigri. V nekaterih preživelih nevronih najdemo citoplazemske inkluzije, imenovane Lewyjeva telesca.
Substantia nigra projicira svoje dopaminergične nevrone proti striatumu, preko nigrostriatne poti. Pomanjkanje dopamina v striatumu je osrednja biokemična posledica  
Parkinsonove bolezni. Pri Parkinsonovi bolezni je izgubljenih 80% dopamina v striatumu, kar je sorazmerno številu izgubljenih nevronov substantie nigre. Pomanjkanje dopamina je odgovorno za nastanek akinezije in rigidnosti.
Pri Parkinsonovi bolezni pride do degeneracije še drugih dopaminergičnih sistemov – mezokortikalne, mezolimbične in tubero-infundibularne poti. Degeneracija locusa ceruleusa povzroči izgubo noradrenergičnih poti, ki peljejo k možganski skorji in drugim predelom možganov. Prisotna je tudi degeneracija celic v raphe kompleksu, kar povzroči pomanjkanje serotonina, ter degeneracija Meynertovega jedra, ki projicira acetilholinske proge v možgansko skorjo. Med prizadete predele spadajo tudi možganska skorja, olfaktorna proga, dorzalno motorično jedro vagusa, simpatični gangliji, Meissnerjev in Auerbachov pletež..
Break je predlagal 6 patoloških stadijev širjenja Lewyjevih telesc po možganih: v stadiju 1 so Lewyjeva telesca prisotna v dorzalnem vagalnem jedru (v medulli oblongati) in v sprednjem delu olfaktornih struktur. V stadiju 2 so se razširila v nucleus raphe in locus ceruleus. Šele v stadiju 3 je prizadeta substantia nigra. V stadiju 4 so prizadeti še temporalni mezokorteks in alokorteks. Stadija 5 in 6 vključujeta progresivno širjenje v neokorteks možganov. Ta razvrstitev bi lahko ponudila patološko podlago za različne nemotorične simptome, kot so gastrointestinalni (zaprtost), poslabšanje voha, motnje REM spanja. Ti simptomi se pojavljajo pred motoričnimi, ki nastanejo zaradi prizadetosti v stadiju 3. 

## Diagnoza
Diagnoza je klinična, temelji na bolnikovi anamnezi in nevrološkem pregledu, pri katerem zdravnik običajno najde že opisane znake bolezni. Po veljavnih kriterijih mora biti pri bolniku poleg akineze prisoten vsaj še eden od ostalih kliničnih znakov - rigidnost, tremor v mirovanju ali posturalne motnje. Specifičen laboratorijski test, ki bi nam dokazal Parkinsonovo bolezen, ne obstaja. Najdba značilnih Lewyjevih telesc v možganih pri avtopsiji je dokaz, da je šlo za Parkinsonovo bolezen. Slikovne preiskave nam pomagajo, da lahko izključimo druge možne vzroke, ki lahko povzročijo simptome, podobne tem, ki se pojavljajo pri Parkinsonovi bolezni. Med takimi vzroki so lahko tumorji, vaskularni dogodki, hidrocefalus, z zdravili povzročen parkinsonizem, parkinsonizmi plus. Običajno lahko te vzroke izključimo, ko vidimo, da uporaba antiparkinsonskih zdravil v teh primerih nima učinka. Pri bolnikih s Parkinsonovo boleznijo so po navadi CT (računalniška tomografija) in MRI (slikanje z magnetno resonanco) slike normalne. S posebnimi PET (pozitronska emisijska tomografija) in SPECT (enofotonska emisijska računalniška tomografija) metodami je možno prikazovanje dopaminergične funkcije v bazalnih ganglijih. Uporaba DaTSCAN lahko pokaže zmanjšano dopaminergično aktivnost. S tem sicer ne moremo ločiti idiopatske Parkinsonove bolezni od parkinskonizmov plus, lahko pa izključimo z zdravili sprožen parkinsonizem, poleg tega pa lahko ločimo tremor, ki nastopi v sklopu Parkinsonove bolezni od esencialnega tremorja.

## Preprečevanje bolezni
Čeprav za tobačni dim velja, da zmanjšuje pričakovano življenjsko dobo in kakovost življenja, naj bi zmanjšal tveganje za nastanek Parkinsonove bolezni za tretjino v primerjavi s skupino ljudi, ki niso kadilci. Zakaj pride do tega še ni znano, verjetno pa naj bi šlo za lastnost nikotina, ki deluje kot stimulator dopamina. Tobak vsebuje tudi snovi, ki delujejo kot MAO inhibitorji, kar bi tudi lahko prispevalo k temu efektu.
Proti Parkinsonovi bolezni naj bi zaščitno delovalo tudi uživanje kofeina; večje uživanje kofeina (npr. kave) naj bi zmanjševalo tveganje za nastanek bolezni.
Raziskovan je bil tudi vpliv antioksidantov (npr. vitaminov C, D), za katere so mislili, da naj bi delovali zaščitniško proti nastanku bolezni, a so študije to ovrgle, saj niso dokazali njihovih pozitivnih učinkov.
Predlagana je bila tudi morebitna zaščitna vloga estrogenov in protivnetnih zdravil.

## Zdravljenje
Prvo zdravilo, ki se je uspešno uporabljalo pri blaženju simptomov Parkinsonove bolezni, je bil atropin. Atropin je alkaloid iz volčje češnje, ki deluje kot antagonist na acetilholinskih receptorjih. Pri tej bolezni namreč zaradi pomanjkanja dopamina prevlada učinek acetilholinskega sistema in z zaviranjem le-tega se zmanjšajo simptomi.
Zaenkrat zdravila, ki bi Parkisonovo bolezen ozdravilo, še ne poznamo. Uporabljamo pa zdravila, ki lajšajo simptome bolezni. Vsa zdravila delujejo na ta način, da nadomeščajo manjkajoči dopamin v možganih. 
Najpogosteje se uporablja levodopa, ki je prekurzor dopamina. Samega dopamina ne moremo uporabiti, ker ne prehaja krvno-možganske pregrade. Po prestopu krvno-možganske pregrade se levodopa v osrednjem živčevju z encimom dekarboksilazo pretvori v dopamin. Običajno se v kombinaciji z levodopo daje še zaviralec dekarboksilaze (na primer karbidopa ali benserazid) – slednji preprečuje pretvorbo levodope v dopamin izven osrednjega živčevja, sam pa ne prehaja v osrednje živčevje in tam zato ne moti biotransformacije levodope v dopamin. Levodopa ima ob začetnem uvajanju malo neželenih učinkov, kot so na primer znižanje krvnega tlaka, slabost.  Na začetku zdravljenja bolniki doživljajo tako imenovan "levodopa-honeymoon", ko pride do očitnega izboljšanja simptomov bolezni. Po nekaj letih jemanja pa se običajno pri vseh pacientih pojavijo motorični stranski učinki v obliki motoričnih nihanj in nehotenih zgibkov oziroma diskinezij. Pri bolnikih se pojavi tako imenovan "on-off" fenomen, oziroma fazi "vklopa" in "izklopa". V fazi "vklopa" bolnik občuti le malo simptomov bolezni, saj je odziv na zdravilo dober. Bolnik se dobro počuti, se lažje giblje in se manj trese. Po nekaj časa po zaužitju levodope pa začne njen učinek popuščati, pojavi se faza "izklopa", ko je bolnik tresoč in akinetičen. Sčasoma postajajo amplitude nihanja vse večje, faze izklopa pa vse pogostejše in daljše. Diskinezije se pojavijo v dobri fazi. Te lahko hudo omejujejo bolnika, pojavijo se težave pri hoji, bolnik težko govori in opravlja z rokami. Poleg motoričnih nihanj pride tudi do nemotoričnih nihanj, ki se kažejo z občasno anksioznostjo, depresijo, bolečinami... Pri uvajanju levodope je pomembno, da jo uvajamo postopoma in jo odmerjamo večkrat dnevno.
Poleg levodope se v terapiji uporabljajo tudi agonisti dopamina, na primer bromokriptin, ropinirol, rotigotin, apomorfin. Ti delujejo neposredno na dopaminske receptorje v možganih. Dopaminske agoniste največkrat uporabljamo v začetnem zdravljenju, predvsem pri blažjih oblikah bolezni, kasneje in v napredovali fazi pa dodamo še levodopo ali povsem nadomestimo dopaminske agoniste z levodopo. Ob uvajanju imajo dopaminski agonisti nekaj več neželenih učinkov, ki so prehodni, pojavi se lahko padec krvnega tlaka, zaspanost, slabost. Vendar pa dopaminski agonisti v primerjavi z levodopo povzročajo bistveno manj motoričnih komplikacij. Uvajamo jih počasi. Izogibamo pa se uporabi dopaminskih agonistov pri starejših od 65 let in pri dementnih, saj lahko povzročajo psihiatrične stranske učinke.
V zdravljenju se uporabljajo tudi zaviralci katehol-O-metiltransferaze, ki zavirajo razgradnjo dopamina. Predstavnika te skupine sta entakapon in tolkapon. Uporabljamo jih v kombinaciji z levodopo, saj podaljšajo njeno delovanje. Druga zdravila, ki so na voljo pri zdravljenju Parkinsonove bolezni, so tudi inhibitorji encima MAO-B, antiholinergiki in amantadin.
V napredovalih fazah bolezni, ko se znaki bolezni prepletajo z neželenimi učinki zdravil in je kakovost bolnikovega vsakdanjega življenja vse slabša, so na voljo oblike kontinuiranega zdravljenja. Ena od možnosti je zdravljenje z infuzijo levodope v gelu, ki poteka prek perkutane gastrostome v jejunum. Bolnik v posebni torbici ob sebi nosi kaseto z levodopo v gelu in črpalko. Edina kontraindikacija pri tem načinu zdravljenja je, če bolnik sam ni zmožen rokovati s črpalko in obenem nima blizu koga, ki bi mu pri tem lahko pomagal. Druga možnost je infuzija apomorfina, dopaminskega agonista. Ta oblika ni primerna za starejše od 70 let in dementne, saj lahko apomorfin povzroča psihiatrične stranske učinke. Zdravljenje pa poteka tako, da si bolnik vsako jutro vstavi iglo, zvečer pa jo odstrani. Med oblike kontinuiranega zdravljenja pa spada tudi globoka možganska stimulacija, pri kateri se z implantiranimi elektrodami stimulira subtalamično jedro, ki je pri Parkinsonovi bolezni preveč aktivno. Bolnik ima podkožno vstavljen stimulator, ki stimulira jedro.
Seveda pa je pri zdravljenju Parkinsonove bolezni pomembno, da lajšamo tudi nemotorične simptome, kot so depresija, motnje kognitivnih funkcij, motnje spanja, motnje spolnih funkcij ... Večkrat ti močno, lahko še bolj kot motorični simptomi, vplivajo na kakovost bolnikovega življenja. Zato je s stališča bolnika in njegovih skrbnikov potrebna celostna obravnava z multidisciplinarnim pristopom. V poteku bolezni so glede na bolnikove potrebe učinkovite tudi druge oblike zdravljenja, kot so na primer fizioterapija, delovna terapija, obiski logopeda, psihologa, psihiatra.

## Prognoza
Bolezen s časom napreduje, sčasoma pride do poslabšanja tako motoričnih kot nemotoričnih simptomov. V poteku zdravljenja z levodopo se po nekaj letih pojavijo motorični stranski učinki, ki bolnika močno ovirajo pri vsakdanjem življenju. Takrat se največkrat odločijo za eno od oblik nadaljevalnega zdravljenja. Z uspešno načrtovanim zdravljenjem tako motoričnih kot tudi nemotoričnih težav je kakovost življenja bolnikov s Parkinsonovo boleznijo lahko visoka. Življenjska doba dobro zdravljenih bolnikov ni pomembno krajša od zdrave populacije.

## Parkinsonizmi plus
Pri postavljanju same diagnoze je pomembno, da ločimo Parkinosonovo bolezen od Parkinsonizem plus sindromov. V tem primeru gre za heterogeno nevrodegenerativno motnjo, ki ima značilnosti klasične idiopatske Parkinsonove bolezni, hkrati pa se od nje razlikuje v:
- določenih pridruženih in atipičnih kliničnih značilnosti,
- slabem odzivu na levodopo,
- patoloških značilnosti in
- slabi prognozi.

Skupne značilnosti so predvsem bradikinezija, rigidnost, moteni posturalni refleksi in tremor v mirovanju.
Med parkinsonizme plus sindrome uvrščamo:
- Progresivna supranuklearna paraliza (PSP): gre za redko (6/100.000), navadno sporadično progresivno bolezen, ki se najpogosteje pojavi v 5. - 6. dekadi. Spada med taupatije. Klinične značilnosti so: akinezija, aksialna rigidnost, posturalna nestabilnost in padci (največkrat nazaj), psevdobulbarna pareza (dizartrija in disfagija), frontalna subkortikalna demenca, ki se kaže s palilalijo, čustveno inkontinenco (spreminjanje razpoloženja brez vzroka), apatijo, slabim abstraktnim mišljenjem; osebnostne spremembe (predvsem izguba interesov, zmanjšana aktivnost, večja razdražljivost). Z napredovanjem bolezni se pojavijo težave z vidom. Bolniki imajo motnje vertikalnega pogleda, pogleda ne morejo zadržati, težko kontrolirajo svoje oči. Lahko se pojavi tudi nehotno zapiranje oči, podaljšano mežikanje in težave z odpiranjem oči.
- Multipla sistemska atrofija (MSA) se lahko pojavi v treh oblikah:
  - z značilnostmi parkinsonizma,
  - avtonomna disfunkcija (ortostatska hipotenzija, erektilna disfunkcija, motnje odvajanja),
  - cerebelarne motnje (motnje ravnotežja, koordinacije in govora),
  - drugi znaki, ki se še lahko pojavijo so: mioklonus, antefleksija vratu (distonija), znak mrzlih rok, motnje govora, stridor, prizadetost piramidnega sistema, zgodnja potreba po vozičku.
- Kortikobazalna degeneracija (CBDG): je zelo redka, sporadična oblika, ki se kaže z motnjo gibanja. Pojavi se v 6. dekadi ali pozneje. Klinični znaki so: unilateralna distonija zgornjih okončin, akinezija, rigidnost, posturalni ali akcijski tremor, mioklonus, apraksija udov, distonija, kortikalna izguba senzorike, fenomen tuje roke, demenca, disfazija, dizartrija, lahko se pojavijo še depresija in OKM.
- Demenca Lewyjevih telesc: to diagnozo postavimo, če se demenca pojavi v prvem letu po pojavu Parkinsonove bolezni (če se demenca pojavi po več kot letu dni, to štejemo za Parkinsonovo bolezen s pridruženo demenco). Gre za sindrom hitro napredujoče demence, za katero so značilna: izrazita nihanja kognitivne prizadetosti, vidne (in včasih slušne) halucinacije, paranoidne iluzije, blage ekstrapiramidne značilnosti (parkinsonski motorični simptomi – rigidnost in hipokinezija), občutljivost na nevroleptike, nepojasnjene izgube ali spremembe zavesti (fluktuacije v pozornosti in zavesti – izmenjavanje letargije, odsotnosti, dezorganiziranega vedenja in dokaj normalnega stanja), lahko tudi depresija. Bolniki z demenco z Lewyjevimi telesci imajo redko pridružen parkinsonizem, vendar moramo biti pri njih pazljivi z zdravljenjem z nevroleptiki, ker lahko ti pri bolniku sprožijo hudo rigidnost in akinezijo.[4][5]